# Sergej Taborickij
Sergej Vladimirovič Taborickij in russo Сергей Владимирович Таборицкий (San Pietroburgo, 12 agosto 1897 – Limburg an der Lahn, 16 ottobre 1980) è stato un giornalista russo, noto per le sue posizioni nazionaliste e monarchiche. Dal 1936 al 1945 fu vice dell'Ufficio per i rifugiati russi in Germania. Dopo il 1942, Taborickij divenne membro del partito nazista e collaborò direttamente con la Gestapo.

## Biografia

### Primi anni
Sergej e suo fratello minore, Nikolaj Taborickij erano figli illegittimi di una sarta ebrea battezzata e proprietaria di un negozio di moda Anna Vladimirovna e del suo convivente, Sergej Aleksandrovič Zapevalov (che la lasciò nel 1901). Entrambi i fratelli furono educati come cristiani ortodossi. Il padrino di Taborickij era il futuro procuratore capo Vladimir Sabler. I fratelli portavano il cognome del primo marito di Anna Vladimirovna, anch'egli ebreo, Wulf Aizikovič Taborickij, un commerciante di Ashmyany, che aveva lasciato il paese molto prima della nascita di entrambi, nel 1887. Secondo i documenti, erano considerati figli di Wulf Taborickij, poiché il primo divorzio della madre avvenne solo nel 1899. La madre divenne una  commerciante di seconda classe e sposò un nobile di nome Marasanov, assumendone il cognome. Anna Marasanova morì nel marzo 1914 in Francia. Nel 1915, dopo la morte della madre, Sergej e Nikolaj tentarono senza successo di raggiungere il Concistoro Spirituale di Pietrogrado con la richiesta di riconoscerli come figli della "persona ortodossa russa" e di liberarli dal “sigillo di Caino”, adducendo i loro sentimenti religiosi e monarchici.
Si diplomò alla Realschule di Gurevič nel 1915. In seguito si è detto che Taborickij partecipò alla prima guerra mondiale sotto il comando del granduca Michail Aleksandrovič come parte della Divisione di cavalleria nativa del Caucaso, ma tale informazione non può essere considerata attendibile, poiché non sono state trovate informazioni documentate sulle sue attività nel 1915-1919. Secondo alcuni rapporti, in questo periodo fu assistente del commissario della Duma di Stato e deputato Georgij Derjugin.
Dopo la rivoluzione di febbraio si trovava in Ucraina, da dove partì per la Germania. A Kiev, in una prigione petljurita, conobbe il monarchico Pëtr Šabel'skij-Bork, con il quale comunicò costantemente durante l'esilio.

### Emigrazione
Inizialmente Taborickij visse a Berlino, poi nel Meclemburgo e dal gennaio al marzo 1922 a Monaco. A Berlino fu co-editore della rivista antisemita Luch Sveta (“Raggio di luce”), pubblicata a partire dall'aprile 1919. Luch Sveta aveva ripubblicato il famoso falso antisemita, i protocolli dei Savi di Sion, e indirettamente divenne una delle prime forze esterne, insieme a Šabel'skij-Bork e Fëdor Vinberg, a influenzare la nascente ideologia del nazismo, sostenendo la violenza contro gli individui considerati subumani. Prima dell'attentato a Pavel Miljukov, lavorava come dattilografo. Per motivi ideologici, rifiutò di accettare commissioni dall'Unione Sovietica.
Nel 1921, Taborickij incontrò casualmente l'ex politico della Duma di Stato Aleksandr Gučkov in una strada di Berlino. Taborickij lo aggredì con un ombrello, per cui trascorse diversi giorni in una prigione locale.

### Tentato omicidio di Pavel Milyukov
Insieme a Šabel'skij-Bork, Taboritsky partecipò alla preparazione dell'attentato contro Pavel Miljukov. A tal fine, si recarono in auto da Monaco a Berlino. Durante la conferenza di Miljukov, Taborickij aprì il fuoco. Quando Vladimir Dmitrievič Nabokov si precipitò contro Šabel'skij, colpendolo al braccio in cui teneva un revolver, Taborickij sparò tre volte a bruciapelo contro Nabokov. Nabokov fu immediatamente ucciso da un colpo al cuore. Dopo questo fatto, Taborickij andò al guardaroba e, prendendo i suoi vestiti, si diresse verso la porta d'uscita, ma una donna esclamò: “Ecco l'assassino!”, e Taborickij fu trattenuto dalla folla. Oltre a Nabokov, che morì sul colpo, durante il tentativo di sparare indiscriminatamente rimasero ferite nove persone, tra cui il presidente del gruppo berlinese del partito Kadet, L. E. Eljašev, e uno dei redattori del giornale “Rul'”, Avgust Kaminka.
L'esame medico di Šabel'skij-Bork e Taborickij dimostrò che entrambi facevano da tempo uso di droghe, di cui una forte dose fu assunta il giorno dell'assassinio.
Il processo per l'attentato contro Miljukov si svolse dal 3 al 7 luglio 1922 presso il Tribunale penale di Berlino a Moabit. Il tribunale condannò Taborickij a 14 anni di carcere per complicità nell'attentato e per aver intenzionalmente inflitto a Nabokov gravi ferite che ne causarono la morte, anche se nella primavera del 1927 fu rilasciato in virtù di un'amnistia.

### Attività sotto il regime nazista
Dal maggio 1936 Taborickij fu il vice del generale Vasilij Biskupskij presso l'Ufficio per i rifugiati russi in Germania creato dai nazisti (Vertrauensstelle für russische Flüchtlinge in Deutschland). I compiti di Taborickij comprendevano la tenuta di un archivio dell'emigrazione russa e il monitoraggio politico dei suoi sentimenti. Dopo lo scoppio della guerra con l'URSS, diresse il reclutamento di traduttori per la Wehrmacht tra gli emigranti russi. Le attività di Taborickij si svolgevano in stretto contatto con la Gestapo. Gleb Rahr descrive Taboritsky come segue: "Tipo secco, magro, appuntito, un po' sciupato, non fiorito, ma sbiadito".
Nell'aprile del 1937, Taborickij sposò Elisabeth von Knorre, nipote dell'astronomo Karl Friedrich Knorre, membro del partito nazista dal 1931. Dopo numerose petizioni (comprese quelle a nome di Goebbels) e rifiuti, ricevette la cittadinanza tedesca (1938) e si unì al NSDAP (1942, con adozione retroattiva dalla data di richiesta del 1940). Nascose l'origine ebraica della madre, attribuendole radici tedesche, e attribuì la nobiltà russa al padre fittizio, “Vladimir Vasil'evič Taborickij”. Fingendo di essere di origine nobile, usò la particella del cognome tedesco “von” (von Taboritzki). Sosteneva che l'attentato al “leader della democrazia ebraica” e “odiatore della Germania” Miljukov, per il quale stava scontando una condanna penale, era un'impresa per la sua nuova patria. Sottolineò di aver fatto conoscere per la prima volta i Protocolli di Sion in Germania e fu orgoglioso della sua persecuzione da parte degli ebrei e dei “sinistrorsi”. Nel 1939 creò l'Organizzazione Nazionale della Gioventù Russa (NORM). L'organizzazione era sotto il controllo diretto delle SS. Era simile all'organizzazione tedesca della Gioventù Hitleriana, alla quale era subordinata. Negli ultimi giorni di guerra, Taborickij fuggì da Berlino, vivendo poi a Limburg an der Lahn. Continuò a pubblicare occasionalmente sulla rivista monarchica brasiliana Vladimirsky Vestnik. Dopo la morte di Šabel'skij-Bork nel 1952 scrisse un necrologio per lui. Taborickij morì il 16 ottobre 1980 per cause naturali.

## Nella cultura di massa
Sergej Taborickij si trova su una mod di Heart of Iron 4 detta The New Order: Last Days of Europe, ed è un potenziale leader di una nazione russa detta Komi. Secondo la lore del gioco, Taborickij è un lunatico: crede che Alexei Romanov sia ancora vivo e deve cercarlo riunificando la Russia prima che scocchi la "Mezzanotte". Deve inoltre "purificare" la Russia uccidendo i cosidetti "impuristi", persone che non consentono ad Alexei di ritornare. Secondo la wiki della mod, l'unificazione della Russia da parte di Taborickij è peggio di quella da parte dell' Hyperborea o da parte della Lega Nera Siberiana perché uccide completamente la nazione.Taborickij morirà poco dopo la "Mezzanotte", e la Russia sprofonderà in una seconda dissoluzione.